# Eurybia macrophylla
Aster à grandes feuilles
Espèce
Synonymes
- Aster ambiguus Bernh. ex Nees[1]
- Aster ianthinus Burgess[2]
- Aster ianthinus E.S.Burgess[1]
- Aster jussiei (Coss.) E.S.Burgess[1]
- Aster latifolius Desf.[1]
- Aster macrophyllus var. apricensis Burgess[2]
- Aster macrophyllus var. excelsior Burgess[2]
- Aster macrophyllus var. ianthinus (Burgess) Fern.[2]
- Aster macrophyllus var. pinguifolius Burgess[2]
- Aster macrophyllus L.[1] [2]
- Aster multiformis Burgess[2]
- Aster nobilis Burgess[2]
- Aster nobilis E.S.Burgess[1]
- Aster polyphyllus Moench[1]
- Aster riciniatus Burgess[2]
- Aster riciniatus E.S.Burgess[1]
- Aster roscidus Burgess[2]
- Aster subcymosus Bernh. ex Nees[1]
- Aster violaris E.S.Burgess[1]
- Biotia latifolia DC.[1]
- Biotia macrophylla (L.) DC.[1]
- Eurybia jussiei Cass.[1]

Eurybia macrophylla, communément appelé Aster à grandes feuilles, est une espèce de plantes à fleurs de la famille des Asteraceae.